# Isoniscus sjoestedti
Isoniscus sjoestedti är en kackerlacksart som beskrevs av John Borg 1902. Isoniscus sjoestedti ingår i släktet Isoniscus och familjen jättekackerlackor. Inga underarter finns listade i Catalogue of Life.